# Улица Вучетича (Москва)
У́лица Вуче́тича — улица, расположенная в Северном административном округе города Москвы на территории Тимирязевского района.

## Происхождение названия
Названа в память о скульпторе Е. В. Вучетиче (1908—1974), авторе памятника воину-освободителю в берлинском Трептов-парке, монумента «Родина-мать» в Киеве, мемориального ансамбля на Мамаевом кургане в Волгограде и других скульптурных композиций.

## История
Образована 19 сентября 1975 года из Старого шоссе (параллельно проходило Новое шоссе — ныне Тимирязевская улица) и 2-го Астрадамского переулка (см. Астрадамская улица).
В 1981 году недалеко от здания Тимирязевского райкома КПСС (ныне — Префектура Северного административного округа) был открыт памятник-бюст Вучетичу работы скульптора Заира Азгура и Платона Рамкина.

## Расположение
Улица Вучетича проходит от развязки с улицей Чуксин тупик, Дмитровским проездом и проездом Соломенной Сторожки на север (участок бывшего Старого шоссе), затем поворачивает на восток у Тимирязевского парка и далее проходит вдоль него до Тимирязевской улицы (участок бывшего 2-го Астрадамского проезда). Западнее и севернее улицы Вучетича расположен Тимирязевский парк. Нумерация начинается с юга, затем при повороте на запад у парка чётные и нечётные стороны улицы меняются.

## Примечательные здания и сооружения
По нечётной стороне:
- № 3 — колледж архитектуры и строительства № 7
- № 9 — клиника и стоматологический комплекс Российского университета медицины
- № 15/1 — жилой дом. Здесь жил певец Мурат Насыров, и здесь же он при невыясненных до сих пор обстоятельствах (официальная версия — самоубийство) погиб в ночь с 19 на 20 января 2007 года, выпав с балкона своей квартиры на пятом этаже.
- № 21 — городская клиническая больница № 50
- № 33 — располагалась художественная мастерская Е. Вучетича

По чётной стороне:
- № 6 — школьное здание (1930-е, архитектор А. Н. Фёдоров)[4], ныне — школа № 218
- № 10 — библиотека и общежитие Российского университета медицины
- № 30 — кадетская школа-интернат № 1
- № 32 — парк-отель «Шереметьевский» Управления делами Президента Российской Федерации

Памятник Евгению Вучетичу. Скульптор З. И. Азгур, 1981 год.
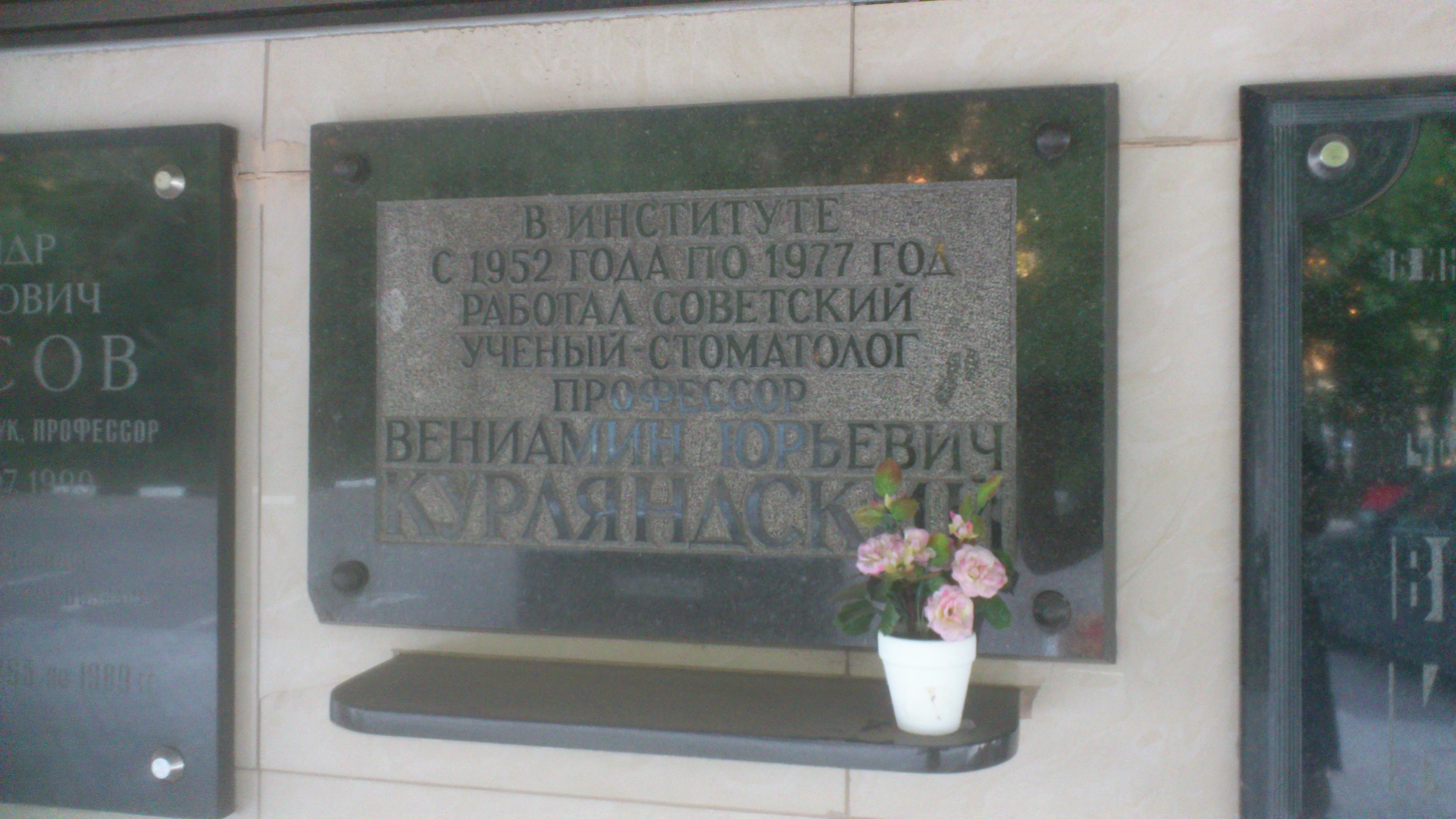
Мемориальная доска В. Ю. Курляндскому на здании Стоматологического комплекса МГМСУ, улица Вучетича, 9а.
На улице расположен один из входов в Тимирязевский парк
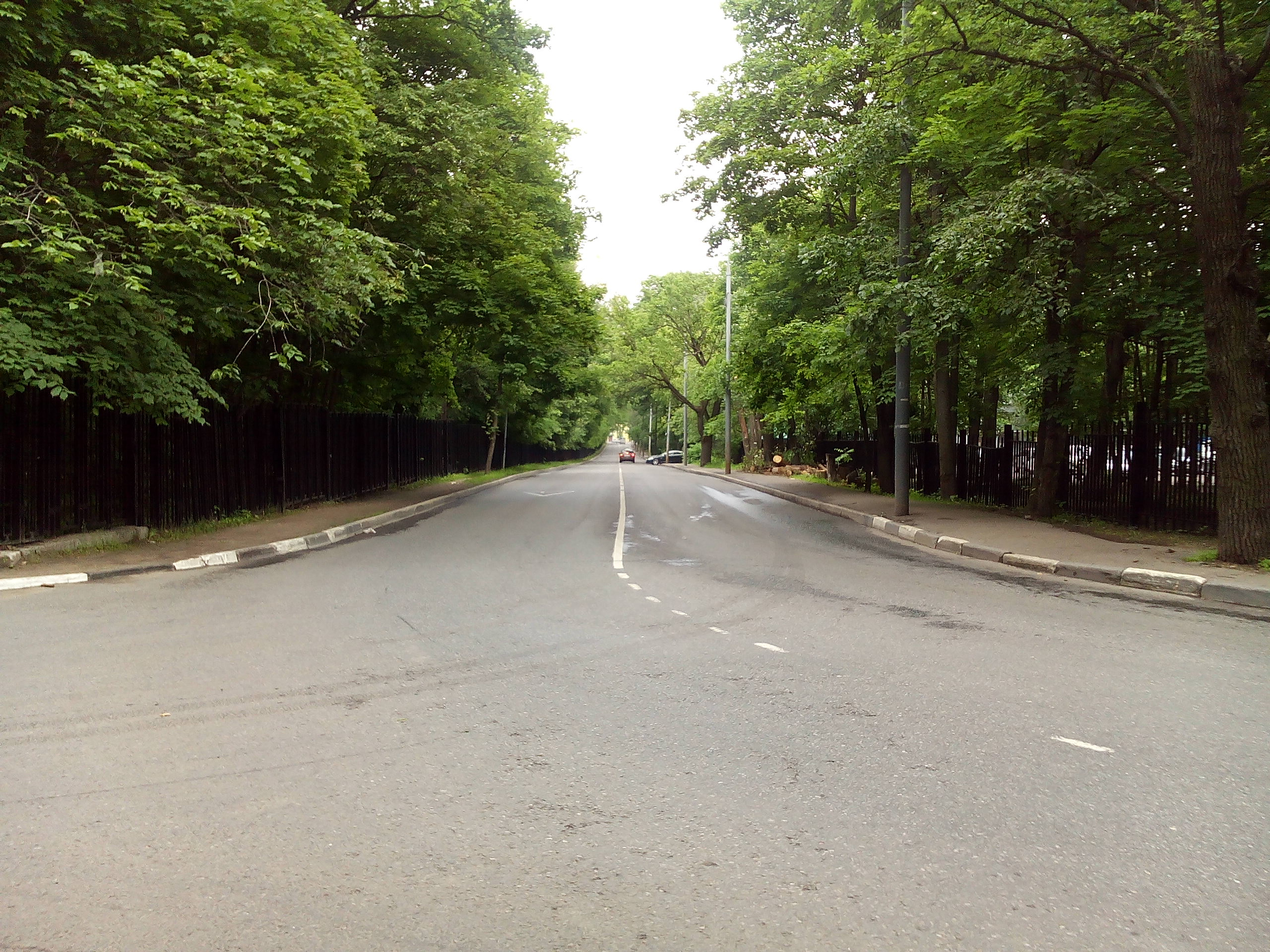
Вид от входа в Тимирязевский парк в сторону Тимирязевской улицы
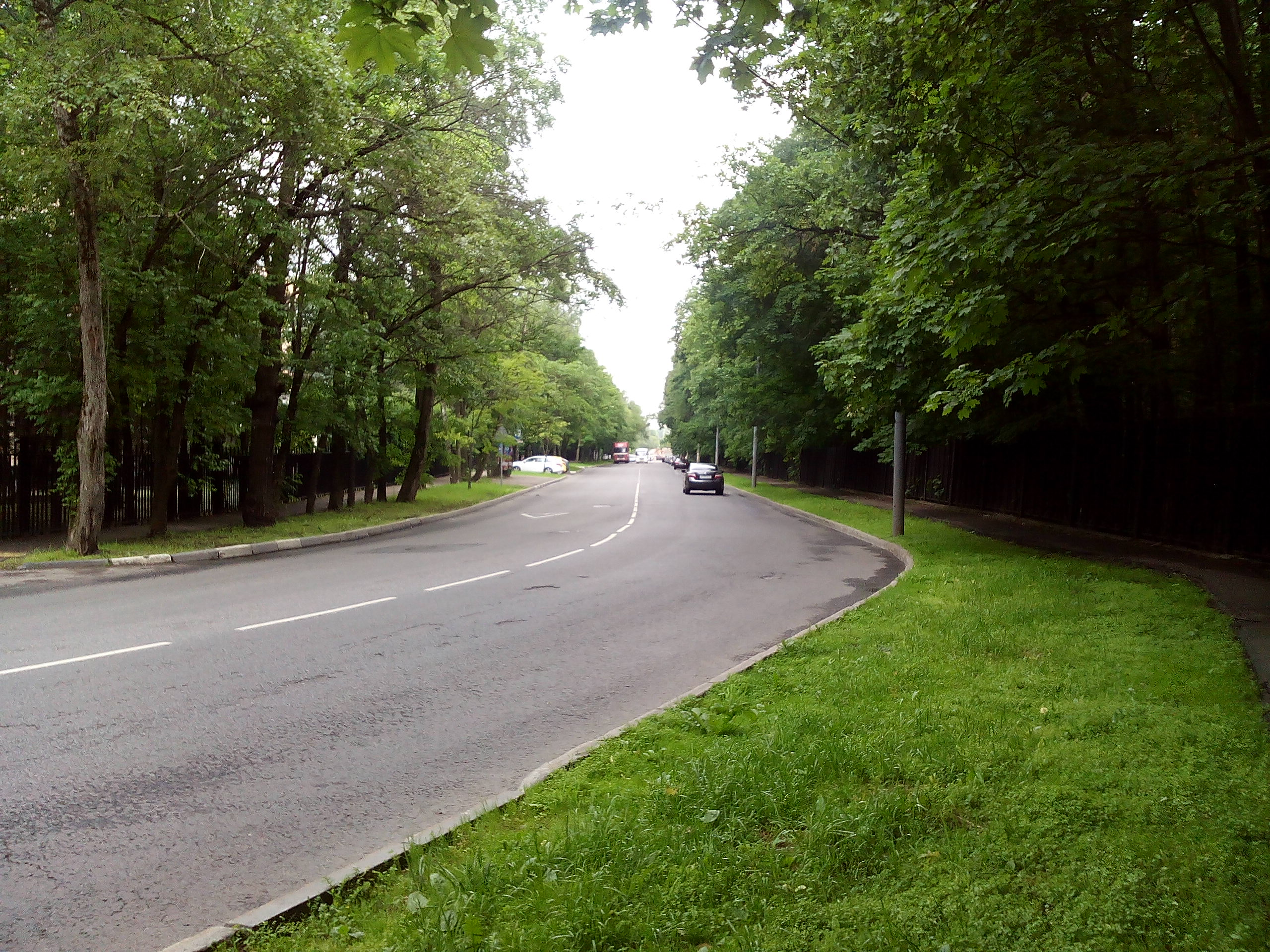
Вид от дома № 32 в сторону 50-й больницы и Астрадамского проезда

## Транспорт

### Метро
- К востоку от начала улицы находятся станция метро  Тимирязевская, к востоку от конца улицы — станция метро  Дмитровская, а также станции МЦД  Тимирязевская и  Дмитровская.

### Автобусы
По улице проходят маршруты автобусов (данные на 29 июня 2025 года):
| 319: | Динамо • Тимирязевская                                                         |
| 427: | Гражданская • Савёловская • Дмитровская • Коптево • Лихоборы                   |
| 466: | Бескудниково • Верхние Лихоборы • Петровско-Разумовская • Савёловская          |
| 801: | Районный центр «Нева» • Беломорская • Коптево • Центр медицинской реабилитации |

«→» — остановки проходятся только при движении в прямом направлении; «←» — остановки проходятся только при движении в обратном направлении.